# Čierna Lehota, Bánovce nad Bebravou
Čierna Lehota este o comună slovacă, aflată în districtul Bánovce nad Bebravou din regiunea Trenčín. Localitatea se află la altitudinea de 390 m deasupra n.m., se întinde pe o suprafață de 15,21 km2 și în 2017 număra 111 locuitori.

## Istoric
Localitatea Čierna Lehota este atestată documentar din 1297.

## Demografie
| An:                | 1994 | 2004    | 2014    | 2024   |
| ------------------ | ---- | ------- | ------- | ------ |
| Număr de persoane: | 192  | 151     | 110     | 110    |
| Diferență:         |      | −21,35% | −27,15% | −1,42% |

| An:                | 2023 | 2024   |
| ------------------ | ---- | ------ |
| Număr de persoane: | 112  | 110    |
| Diferență:         |      | −1,78% |